# Орден Сверкающего нефрита
Орден Сверкающего Нефрита (кит. 采玉大勳章) — орден и высшая государственная награда Китайской республики (1933—1949) и Тайваня (с 1949 по настоящее время). Название «орден Сверкающего Нефрита», в силу особенностей китайского языка, также отсылает к имени матери Чан Кайши, указом которого был основан орден. 
Со времени своего основания орден предназначен исключительно для награждения глав иностранных государств и правительств. Среди прочих, кавалерами ордена являлись Бенито Муссолини, король Саудовской Аравии Фейсал ибн Абдул-Азиз Аль Сауд, король Бельгии Леопольд III, а также его основатель — Чан Кайши.
Современный вариант ордена состоит из орденского знака на ленте и орденской звезды. В менее торжественных случаях награждённые могут носить фрачный знак. Цвет ленты — красный. Орденский знак и орденская звезда по своей форме практически идентичны, с той лишь разницей, что орденская звезда крупнее по размеру. Дизайн ордена типологически близок дизайну других тайванских орденов.